# ZooParc de Beauval
Lo ZooParc de Beauval, più comunemente noto come zoo di Beauval o, più semplicemente, Beauval, è un parco zoologico francese situato a Saint-Aignan, nel Centro-Valle della Loira, Francia. Il parco ospita più di 35.000 animali su 40 ettari, rappresentando una delle più grandi collezioni di animali in Francia, e in Europa. Creato nel 1980 da Françoise Delord, è ora gestito da suo figlio, Rodolphe Delord, e dalla sua famiglia, che possiede la maggior parte del capitale.
Beauval è stato anche il primo zoo a ricevere alcune specie animali in Francia, il che ha contribuito alla sua reputazione e al suo sviluppo. È stato il primo zoo in Francia a presentare grandi felini leucistici, tigri bianche e leoni bianchi, negli anni '90. Ancora oggi, molte di queste specie sono rare in Francia, come l'okapi e il canguro arboricolo, o addirittura uniche, come il koala e il panda gigante.
Il parco possiede quattro serre che ospitano uccelli, grandi scimmie, bradipi, rettili, lamantini e altri animali dell'Australasia, mentre tre vasti habitat a pianura permettono di ospitare i grandi erbivori della savana africana (come giraffe, rinoceronti bianchi, gnu e antilopi), elefanti africani ed erbivori asiatici (come rinoceronti indiani, tapiri malesi e antilopi asiatiche). Altre strutture degne di nota del parco sono la sezione cinese, chiamata On China Heights, il fiume africano chiamato The Hippos Reserve, e i due spazi dedicati a spettacoli con animali: il bacino dei leoni marini che presentato il Sea Lions Odyssey, ed un anfiteatro all'aperto per uno spettacolo con uccelli a volo libero, chiamato Masters of Airs.
In qualità di membro permanente della European Association of Zoos and Aquaria (EAZA), il parco ha aderito alla conservazione ex situ partecipando al Programma europeo per le specie minacciate di estinzione (EEP), coordinandone tre. Il parco supporta anche le associazioni di conservazione in situ che lavorano sul campo attraverso la sua associazione dedicata, Beauval Nature, reintroducendo diversi animali in Africa.
Lo ZooParc de Beauval propone anche un'offerta alberghiera coerente con tre strutture ricettive: un residence, Les Hameaux de Beauval, e due hotel a 3 stelle: Les Jardins de Beauval la cui struttura è di ispirazione balinese, e Les Pagodes de Beauval in stile cinese.
Con oltre 1.600.000 visitatori annui dal 2019, è il sito turistico più visitato della regione Centro-Valle della Loira, una delle cinque istituzioni zoologiche più visitate in Francia e lo zoo convenzionale privato più visitato del paese. Nel 2019, lo ZooParc de Beauval contava 600 dipendenti a tempo indeterminato. Nel 2019 ha realizzato un fatturato di 66 milioni di euro e un utile netto di 4,47 milioni di euro.

## Storia
All'inizio degli anni '70, Françoise Lajunias dite Delord (nata il 30 gennaio 1940), ex studentessa al Conservatorio d'Arte Drammatica di Parigi e presentatrice di spettacoli al music hall Bobino, ricevette in dono - al Salon de l'Enfance, con un abbonamento a un giornale per bambini - una coppia di becchi d'argento africani, una specie di passeriformi africani. Poco dopo, dopo aver acquistato per loro una gabbia per uccelli sul Quai de la Mégisserie, aggiunse anche due diamanti mandarini grigi e altri due bianchi. La sua collezione di uccelli crebbe fino a raggiungere i quattrocento individui. Nel 1980, di fronte all'impossibilità di ospitarli tutti a Parigi, si trasferì con suo marito, il prestigiatore Jacques Delord, e i loro due figli, Delphine e Rodolphe, a Saint-Aignan-sur-Cher, dove aprì un parco di uccelli in un luogo chiamato Beauval, su entrambi i lati di un piccolo affluente del Cher, le Traine-Feuilles. Nelle voliere di Beauval erano presenti dai 1.500 ai 2.000 uccelli. Solo nel 1989, Beauval divenne un parco zoologico, accogliendo i suoi primi mammiferi, grandi felini e primati.

### Anni '90

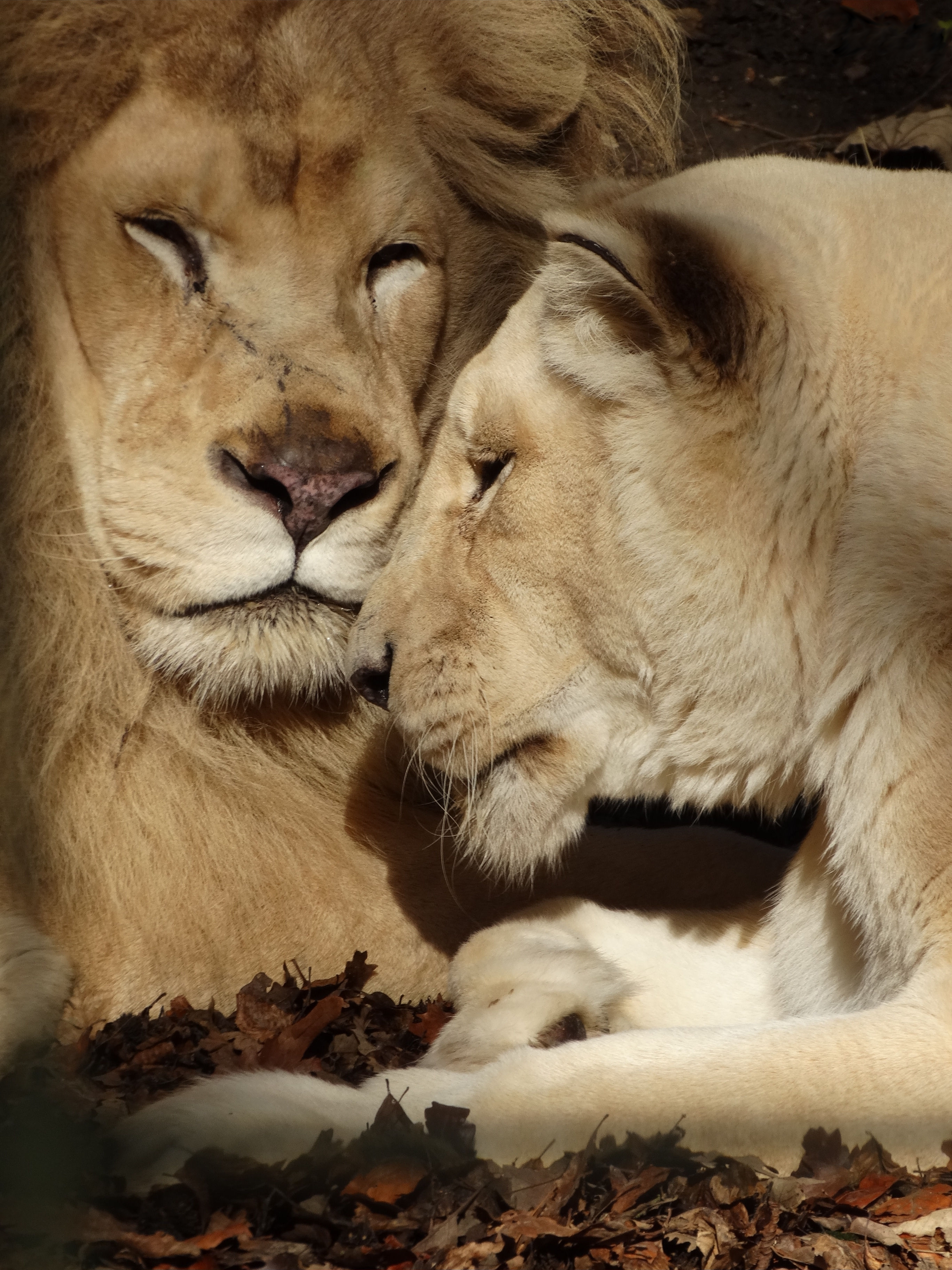
Makwalo e Makalali, arrivati al parco nel 1999

Nel 1990, lo ZooParc accoglie i suoi primi leoni;
Nel 1991, Beauval presentò le sue prime tigri bianche, Gorby e Raïssa, acquistate per $ 100.000 da Robert Baudy, proprietario del Rare Feline Breeding Center, un allevamento di gatti selvatici con sede a Center Hill, Florida, negli Stati Uniti. Gli esemplari, presumibilmente, appartengono alla sottospecie della tigre siberiana, con qualche ibridazione, probabilmente con la sottospecie del Bengala. Sebbene non siano le prime tigri bianche ad essere ospitate in Europa, al momento del loro arrivo a Beauval erano le prime in Francia, il che farà conoscere lo zoo e attirerà molti visitatori. In quell'anno, il numero di ingressi passò da 70.000 a 150.000.
Nel 1992, lo zoo aprì la sua prima serra, la serra tropicale per le grandi scimmie. La serra ospita un gruppo di scimpanzé e degli oranghi del Borneo, che oltre allo spazio interno dispongono di isole esterne rispettivamente di 1.300 metri quadri e di 1.100 metri quadri. Lo stesso anno, Françoise Delord acquistò una femmina di scimpanzé da un circo, per 10.000 franchi;
Nel 1993, venne aperto un vivaio nella serra delle grandi scimmie che accoglieva un centinaio di serpenti e coccodrilli del Nilo, osservabili anche da sott'acqua grazie ad un grande acquaterrario;
Nel 1994, venne aperta la seconda serra del parco, la serra per gli uccelli tropicali, con una superficie di 2.000 metri quadri, dove sono ospitati 300 uccelli esotici, che vivono in semi-libertà un ambiente vegetale naturale;
Nel 1995, venne costruita una vasca per i leoni marini e il parco ha diede il suo primo spettacolo che unisce le esibizioni dei leoni marini a quelle di rapaci in volo libero;
Nel 1996, venne creata una nursery, destinata all'allevamento di animali giovani. Lo zoo accoglie, inoltre, lontre asiatiche, panda rossi e procioni i cui recinti sono decorati con strutture d'arrampicata e punti d'osservazione subacquea;
Nel 1997, il parco ha aperto una terza serra tropicale in cui sono ospitati gorilla e lamantini;
Nel 1998, due nuove strutture accolgono un gruppo di iene e licaoni;
Nel 1999, il parco accoglie una coppia di leoni bianchi e crea la Savane Africaine, un habitat di pianura per simulare la savana africana in cui vengono ospitati 80 animali di varie specie, tra cui springbok, antilopi nere, gnu striati, zebre di Grevy, giraffe, struzzi, oche egiziane e marabù. Una delle giraffe, il maschio Joseph, venne importato dallo zoo di Marwell, in Inghilterra, mentre i lichi vennero importati dalla Repubblica Ceca. I due leoni bianchi acquistati quell'anno dal parco, Makalali e Makwalo, provenivano da una fattoria di Timbavati, in Sudafrica, sebbene il nome di tale fattoria ed il prezzo degli animali rimasero ignoti. Così come l'acquisto delle tigri bianche nel 1991, questa acquisizione non aveva alcun interesse zoologico ma conferì un vantaggio commerciale allo zoo, perché sebbene Makalali e Makwalo non erano i primi leoni bianchi presentati in Europa, al loro arrivo a Beauval, erano gli unici presenti in Francia;

### Anni 2000

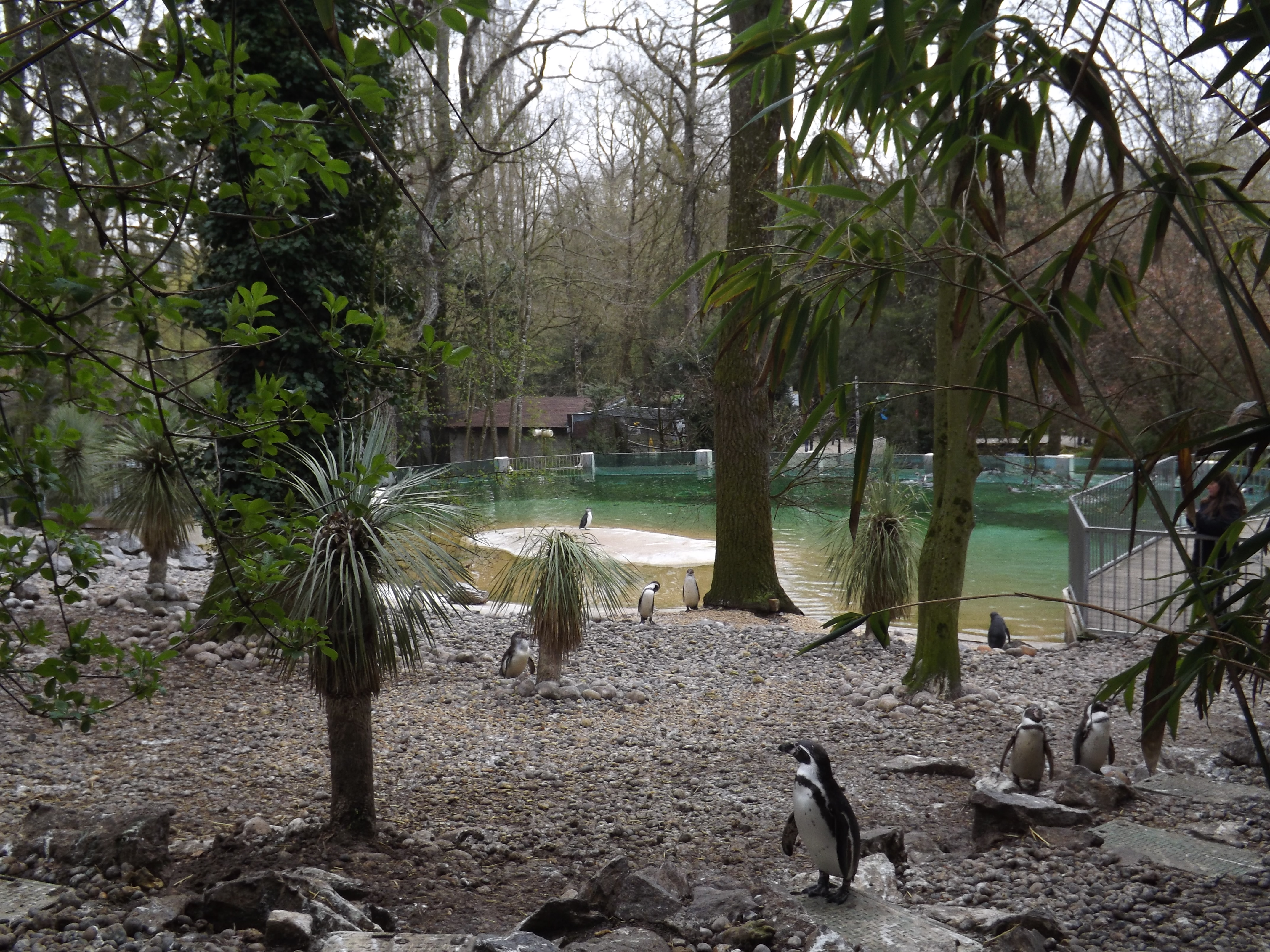
L'habitat dei pinguini di Humboldt, costruito nel 2007

Nel 2000, tre rinoceronti bianchi meridionali si uniscono agli animali della Savane Africaine;
Nel 2001, viene creata una nuova nursery per l'allevamento di pulcini di pappagallo;
Nel 2002, viene creata una serra australiana dove vengono ospitato una coppia di koala, canguri arboricoli e un acquario marino. Inoltre, la mini-fattoria, finora situata all'ingresso del parco, viene spostata ed ampliata;
Nel 2003, lo zoo viene ampliato di cinque ettari per ospitare un gruppo di cinque elefanti africani. Gli animali beneficiano di 0,5 ettari di terreno sabbioso, 0,9 ettari di terreni erbosi, una vasca profonda quattro metri che permette loro di immergersi completamente, ed un riparo al coperto di oltre 1.500 metri quadrati;
Nel 2004, il vivaio è stato rinnovato su un'area di 400 metri quadrati, occupata da più di 250 rettili: serpenti, tartarughe, coccodrilli, iguane, ecc. Il parco accoglie anche una tigre bianca di tre anni, Chile, dal Parken Zoo di Eskilstuna, Svezia;
Nel 2005, il parco accoglie degli okapi, e per cinque anni, lo ZooParc sarà l'unico parco zoologico in Francia ad ospitare questa specie. Il parco accoglie anche una tigre bianca maschio di due anni, Sherkan, nata allo zoo di Touroparc, che insieme a Chile forma la seconda coppia riproduttiva di tigri bianche di Beauval, sostituendo Gorby e Raïssa, ormai d'età avanzata;
Nel 2006, lo zoo accoglie l'asino selvatico somalo, il langur di Giava orientale e il leopardo nebuloso, e viene creata una vasca di piranha nella serra dei gorilla e dei lamantini;
Nel 2007, viene realizzata una piscina per i pinguini di Humboldt, con una dimensione di 600 metri cubi, con una spiaggia alberata di 400 metri quadri, che mima la pampa sudamericana. Il parco accoglie inoltre dei formichieri giganti;
Nel 2008, viene costruita una prima struttura alberghiera. Questo è un hotel a 3 stelle, Les Jardins de Beauval, a circa 1 km dall'ingresso dello zoo. Lo stesso anno, il parco accoglie delle tigri di Sumatra, le prime tigri non leucistiche ad essere accolte a Beauval. Viene costruita una seconda vasca, a tema barriera corallina, nella serra australiana;
Nel 2009, nascono una femmina di koala, di nome Alkoomie, e un maschio di rinoceronte bianco meridionale, di nome Kanty. Lo ZooParc crea l'associazione Beauval Nature, e il parco amplia anche l'area delle iene maculate;

### Anni 2010
Nel 2010, viene creata le Plaine Asiatique, un habitat di pianura dedicata alla fauna asiatica. Con i suoi 1,5 ettari, l'area ospita tapiri malesi, rinoceronti indiani, muntjac, gru nucabianca, cervi pomellati, antilopi cervicapra, nilgai e gatti pescatori. Lo stesso anno, nasce anche un secondo koala, battezzato Joey;
Nel 2011, apre una nuova area, adiacente a le Plaine Asiatique, di quasi 3 ettari denominata Sur les hauteurs de Chine, dove vengono ospitati takin, leopardi delle nevi, panda rossi, langur delle pianure settentrionali e aquile di mare di Steller. A febbraio arriva nel parco una femmina di rinoceronte indiano. A marzo vengono poi accolti una coppia di tigri di Sumatra e una femmina di lamantino. Nascono un altro rinoceronte bianco e un sesto gorilla.
Nel 2012, il parco riceve una coppia di panda giganti, ospitati presso Sur les hauteurs de Chine, rappresentando gli unici esemplari della specie in Francia, nell'ambito di un programma di ricerca, riproduzione e conservazione in collaborazione con la base di Chengdu, in Cina;
Nel 2013, la voliera viene rinnovata e riqualificata per accogliere più specie vegetali ed animali, tra cui bradipi didattili, armadilli e cervi topo;
Nel 2014, lo ZooParc amplia i suoi confini e inaugura una nuova area per un nuovo spettacolo con uccelli in volo libero, chiamato Les Maîtres des Airs, nel cuore di un anfiteatro con 3.000 posti a sedere. Viene inoltre aperto il residence Les Hameaux de Beauval;
Nel 2015, lo spettacolo dei leoni marini viene rinnovato e ribattezzato Sea Lions Odyssey. Viene aperto un altro hotel, Les Pagodes de Beauval che presenta elementi decorativi in stile cinese;
Nel 2016, viene inaugurata una nuova area, la Réserve des hippopotames. Quest'area è costituita da un'ampia voliera che sovrasta una vasca in cui è ospitata una piccola famiglia di ippopotami, nonché un branco di nyala e un gruppo di potamocheri dal ciuffetto. L'area è completata da enormi alberi di baobab e una rete metallica, che copre l'intero recinto. Questo perché l'area ospita anche molti uccelli africani, come ibis sacri, cicogne di Abdim, anastomi africani, umbrette e spatole eurasiatiche.
Nel 2017, il parco vede l'apertura di La Terre des Lions, una nuova area per il branco locale di leoni africani, nonché la riqualificazione dell'area degli elefanti per accogliere nuovi individui. Il parco inoltre assiste alla nascita di Yuan Meng, il primo panda gigante nato in Francia;
Nel 2018, il parco apre la nuova area Territoire Nord-Américan dove vengono accolti un branco di lupi artici e un gruppo di orsi bruni. Viene inoltre creata una nuova area per i ghepardi e viene inaugurato un secondo hotel, Les Hauts de Beauval, a tema africano;
Nel 2019, Beauval è il primo parco in Francia ad ospitare dei diavoli della Tasmania. Inoltre, il parco apri la sua prima funivia che sovrasta e unisce varie parti del parco.
Nel 2020, lo ZooParc de Beauval celebra il suo 40º anniversario con l'inaugurazione della Le Dôme Equatoriale, la quarta serra tropicale del parco nonché la più grande. Questo gigante architettonico contiene circa 200 specie diverse sotto una cupola di 1 ettaro e alta 38 metri. Lascia entrare la luce del sole attraverso un tetto in vetro e viene costantemente mantenuta ad una temperatura di 26 °C. La serra contiene un'incredibile quantità di rettili, anfibi, insetti e pesci, mentre le specie di punta includono l'ippopotamo pigmeo, la lontra gigante, il drago di Komodo, il falso gaviale, l'aquila arpia, i lamantini trasferiti dalla serra dei gorilla e molte altre specie trasferite dalle altre serre. La specie più interessante di questa struttura è il raro langur duca, una specie che si trova solo in uno zoo in Europa ed è completamente assente negli zoo americani.
Nel 2025 a "Sur les hauteurs de Chine" sono arrivati alcuni rinopitechi dorati, i primi della loro specie fuori dalla Cina.

## Animali e reparti
Nel 2016, lo zoo ospitava 3.000 specie tra mammiferi, uccelli e rettili. Lo zoo dispone di diverse serre (la voliera, la serra australiana, e la serra tropicale), una nursery, una piscina per i leoni marini e una mini fattoria. Tutti i giorni da marzo a novembre, lo zoo allestisce uno spettacolo con leoni marini e rapaci in volo libero.

### La Savane Africaine

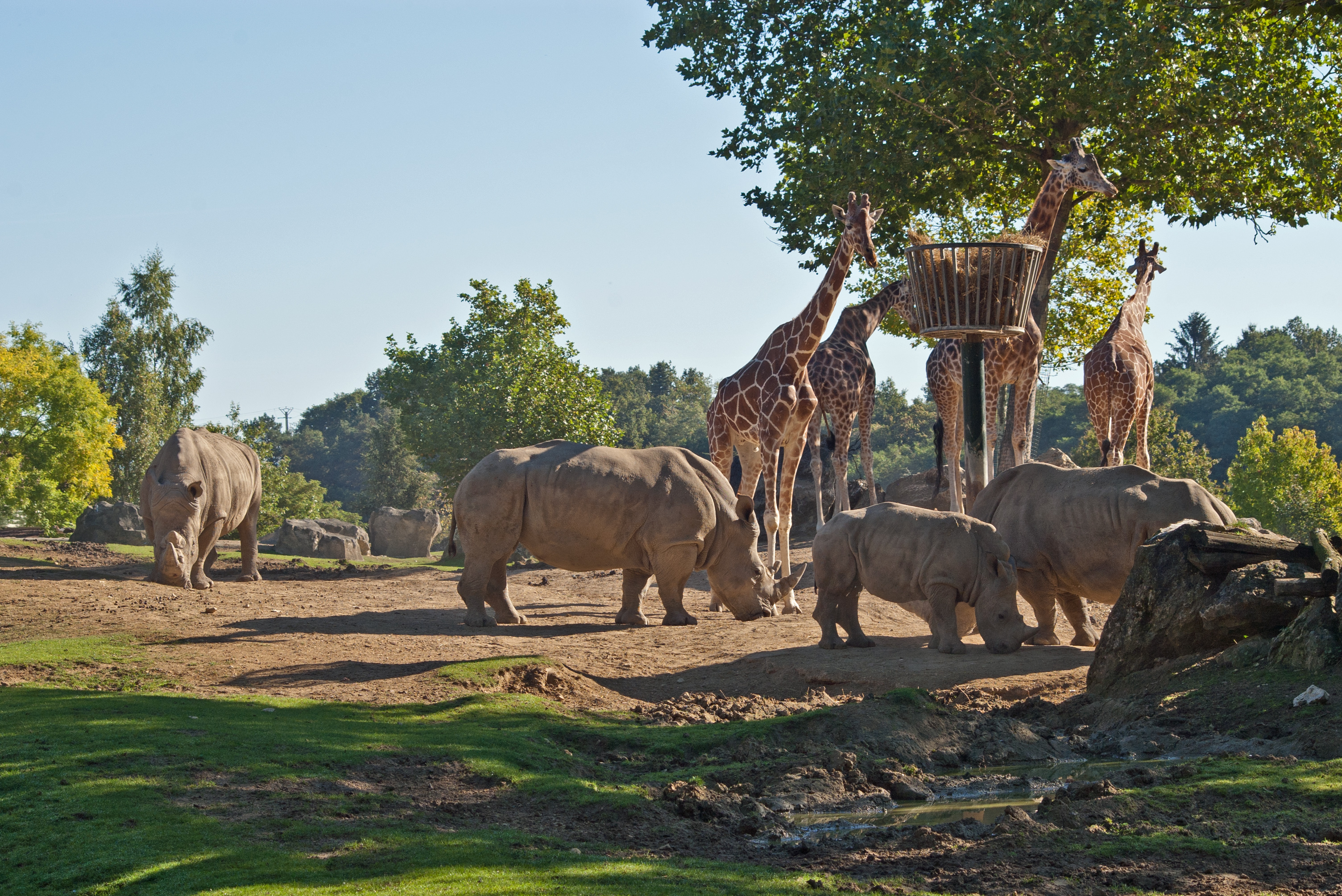
Rinoceronti e giraffe nell'habitat principale de La Savane Africaine

Inaugurata nel 1999. l'habitat della Savane Africaine ospita una vasta collezione di animali africani che condividono lo stesso habitat. L'area sorge vicino all'habitat delle iene maculate, creato nel 1998. Quest'area comprende una pianura di 1,5 ettari ed ospita più di sessanta individui divisi in dieci specie diverse, separate dai visitatori da fossi di ghiaia e visibili da più punti d'osservazione. Ai margini dell'area vi è un punto e ristoro e un piccolo habitat per l'otocione. Dal 2015, il parco ha spostato il gruppo di kudu minori insieme ai bonghi, in un'area vicino alla Reserve Des Hippopotames. Nel 2018, sei giovani maschi di ghepardo vengono accolti in complesso di 6.000 m2, adiacente a quest'area a quest'area. Nel 2020, il parco si separa dal suo gruppo di springbok, che viene trasferito in un altro zoo.
Animali presenti:
- Rinoceronte bianco meridionale
- Antilope nera
- Gnu striato
- Zebra di Grevy
- Struzzo
- Marabù africano
- Gazzella di Mhorr
- Oca egiziana
- Otocione
- Iena maculata
- Ghepardo

### Serre Tropicale des Grands Singes

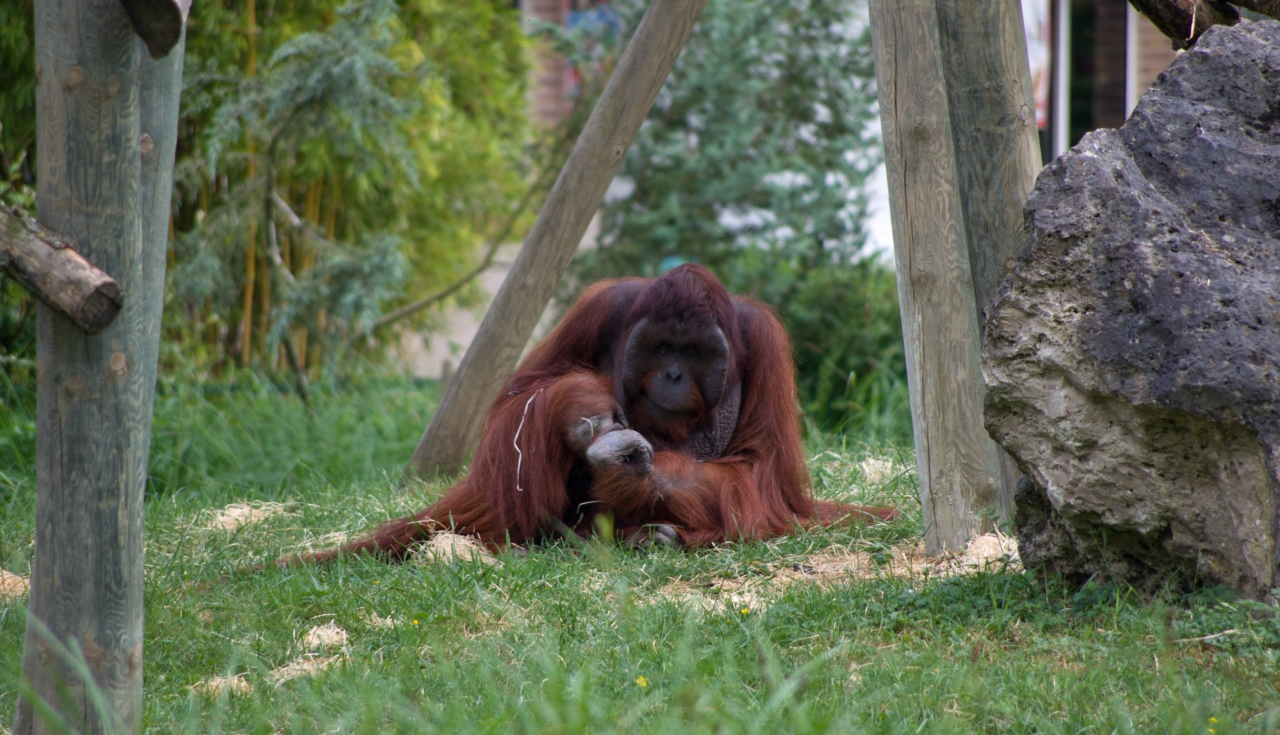
Un orango del Borneo

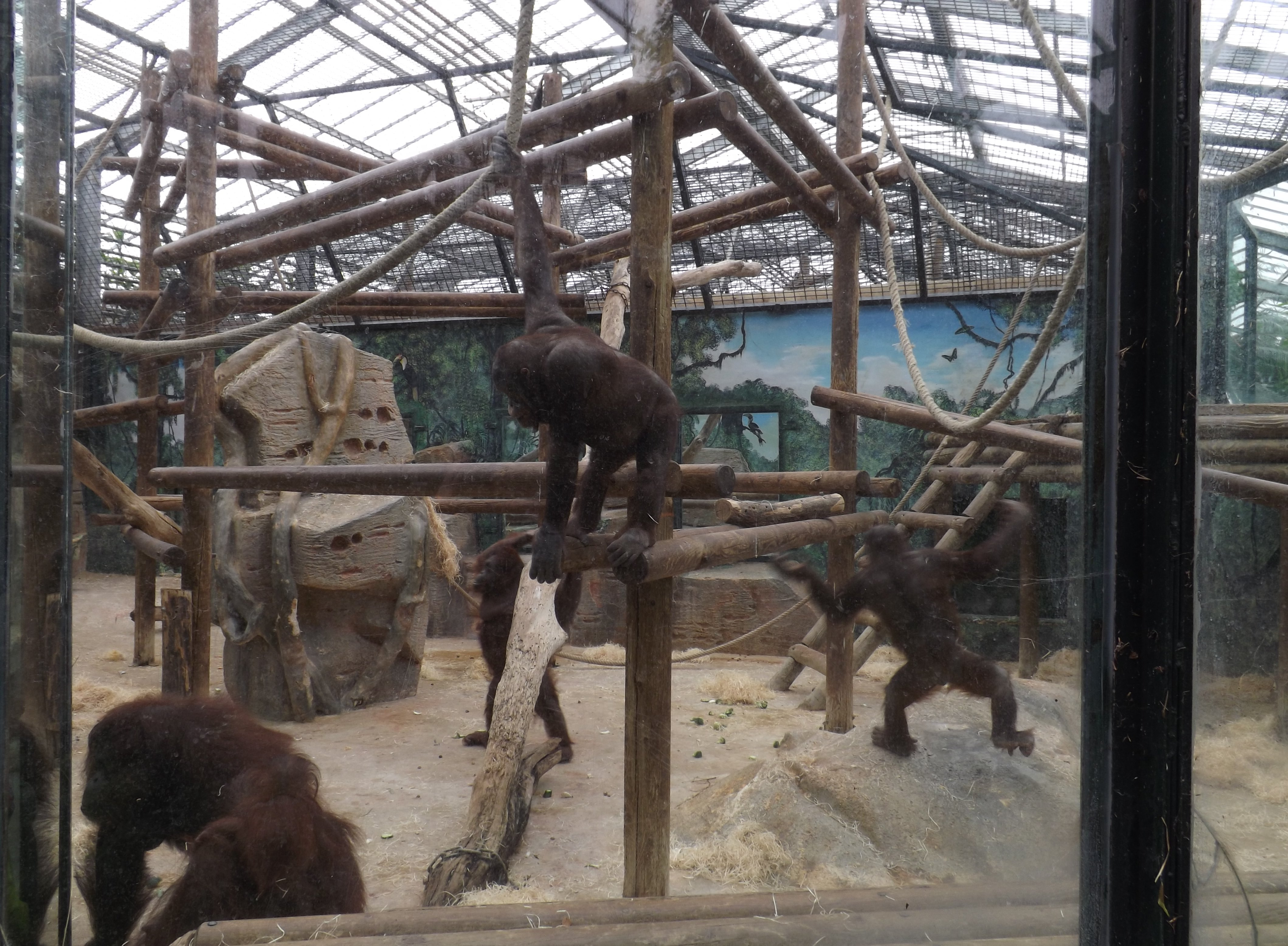
Lo spazio interno degli oranghi all'interno della serra

Costruita nel 1992, la Serre Tropicale des Grands Singes (letteralmente "la serra delle grandi scimmie") è stata la prima serra tropicale di Beauval. La struttura ospita grandi scimmie come scimpanzé, oranghi del Borneo e gibboni, dando loro libero accesso a due isole esterne di 1.300 m2, per gli scimpanzé, e di 1.100 m2 per gli oranghi, confinanti con la serra su entrambi i lati. Nel 2017, la struttura interna della serra è stata completamente ristrutturata e i lodge interni per scimpanzé e oranghi, sono stati riadornati in tema "tempio della giungla" per gli oranghi, e in stile "foresta dell'Africa equatoriale" per gli scimpanzé. Questa serra ospita anche varie specie di uistitì, tamarini e saki, oltre ad alcuni rettili.
Animali presenti:
- Orango del Borneo
- Scimpanzé
- Gibbone dalle mani bianche
- Leontocebo dalla testa dorata
- Saki dalla faccia bianca
- Tamarino edipo
- Tamarino imperatore
- Tamarino di Goeldi
- Tamarino dalle mani gialle
- Uistitì argentato
- Uistitì dai pennacchi
- Uistitì pigmeo
- Varano d'acqua
- Tartaruga palustre asiatica gigante

Il rettilario, inaugurato nel 1993, è parte integrante della serra dei primati. La struttura è stato completamente ristrutturato nel 2004, ed i suoi 400 m2 di installazioni sono stati progettati per il benessere dei rettili, in un'atmosfera tropicale che mima le giungle del Sud America e dell'Asia, così come i deserti dell'Africa e dell'America. In questa sezioni vengono ospitati vari serpenti, lucertole, alligatori, tartarughe, pesci e anfibi.
Animali presenti:
- Alligatore americano
- Anaconda verde
- Basilisco piumato
- Boa di Dumeril
- Boa smeraldino
- Chuckwalla
- Eloderma orrido di Rio Fuerte
- Iguana verde
- Lucertola caimano settentrionale
- Pitone moluro
- Pitone reticolato
- Raganella di White
- Serpente dei ratti di Taiwan
- Tartaruga sulcata
- Testuggine radiata

### Serre tropicale des gorilles

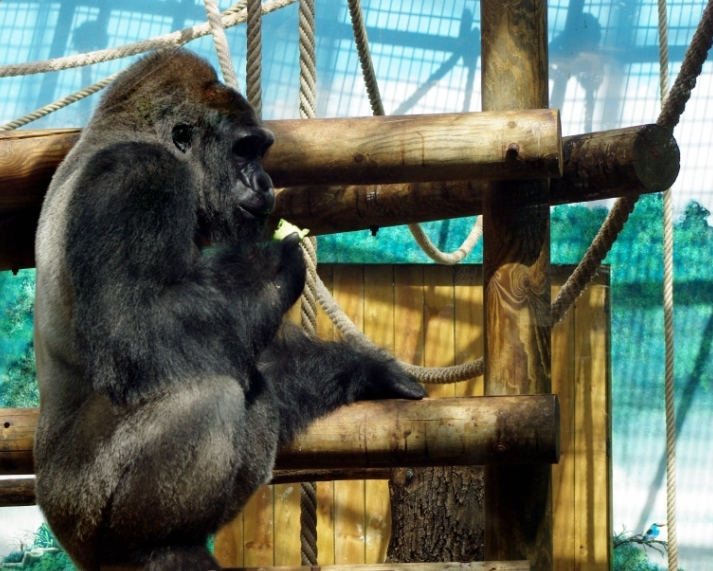
Un gorilla di pianura occidentale, all'interno della serra

Questa serra tropicale, inaugurata nel 1997, mantiene un clima caldo umido dove banani, liane e fiori esotici possono crescere in modo naturale, in un'area di 1.900 m2, per un'altezza di 13 metri d'altezza. La serra contiene anche un grande acquario dove sono alloggiati una famiglia di lamantini caraibici, insieme a tartarughe d'acqua dolce e grandi pesci sudamericani, come arapaima e pacu. Questa serra alloggia anche alcuni uccelli che vivono in semi libertà, oltre a vari vivari e terrari per alcuni rettili ed anfibi. Tuttavia, gli animali principali di quest'area sono i gorilla di pianura che, oltre all'ampio spazio interno, hanno accesso anche ad un'isola esterna di 1300 m2 adiacente alla serra delle grandi scimmie. Nell'inverno 2019, i lamantini, i pacu e gli arapaima ospitati nella serra dal loro arrivo al parco nel 1997, sono stati trasferiti nella nuova Dôme Equatorial. La loro vasca è stata rinnovata e ora accoglie nuove specie sudamericane. Anche gli alligatori albini ospitati nella serra sono stati alloggiati nella nuova struttura.
Animali presenti:
- Gorilla di pianura occidentale
- Eritrocebo
- Caimano dagli occhiali
- Razza fluviale di Xingu
- Piranha rosso
- Turaco crestarossa
- Rul-rul
- Piccione imperiale bianconero
- Tarabuso del sole
- Testuggine dai piedi gialli sudamericana
- Tartaruga dalle zampe rosse
- Mata mata

Il parco ospita due truppe di gorilla occidentali di pianura, che ruotano ciclicamente tra il recinto esterno della serra ed un altro recinto esterno di 2000 m2, situato tra il recinto degli scimpanzé e quello dei pellicani.

### Serre australasienne
Costruita nel 2002, la Serre australasienne (la "serra australiana") è uno dei pochi posti in Europa dove si possono vedere koala e canguri arboricoli di Goodfellow, in un ambiente che emula le foreste di eucalipto australiane. Sebbene la maggior parte degli animali abbia residenza fissa all'interno della serra, quest'area comprende anche una voliera esterna per i kookaburra, e degli habitat esterni per canguri rossi, wallaby di Bennet e oca di Cape Barren.
Animali presenti:
- Canguro rosso
- Wallaby di Bennett
- Oca di Cape Barren
- Koala
- Canguro arboricolo di Goodfellow
- Canguro arboricolo di Matschie
- Kookaburra
- Scoiattolo di Prevost
- Ratto canguro
- Drago barbuto
- Iguana delle Fiji

All'interno della serra vi anche due acquari d'acqua salata, che ospitano 1.500 specie che popolano la Grande Barriera Corallina australiana, come anemoni, ricci di mare, pesci pagliaccio, cavallucci marini e pesci chirurgo.

### Plaine panoramique des éléphants

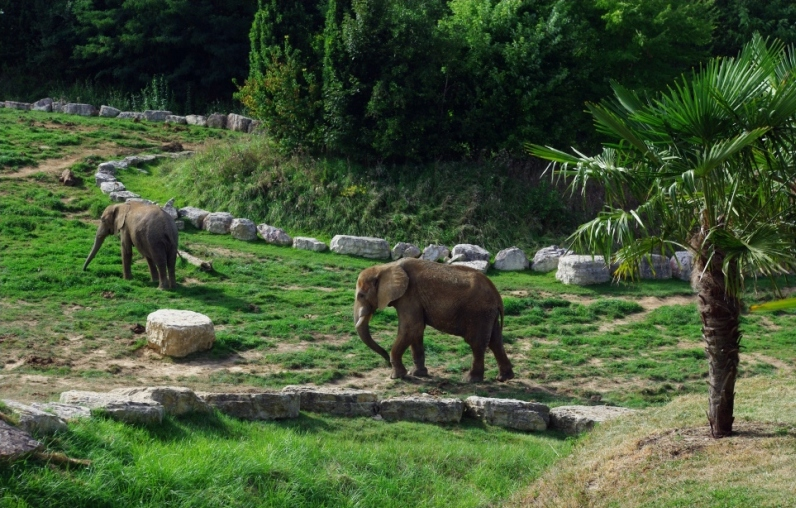
Elefanti africani nella loro pianura esterna

La pianura panorami per gli elefanti africani del parco, comprende un recinto diviso in due pianure e due edifici: uno di oltre 1.500 m2 per le femmine e la loro eventuale prole, e l'altro per i maschio, non visibili al pubblico. Progettato nel 2003, inizialmente consisteva in un'area di 0,9 ettari, dove gli animali possono beneficiare di 0,5 ettari di terreno sabbioso, 0,9 ettari di terreni erbosi, una vasca profonda quattro metri che permette loro di immergersi completamente, ed un riparo al coperto di oltre 1.500 metri quadrati. Nel 2017 lo ZooParc ha accolto 3 nuove femmine e creato per l'occasione una nuova piana di circa 1 ettaro con laghetto annesso. Nel agosto 2012, il parco ha visto la nascita del suo primo cucciolo di elefante, un maschio di nome Rungwe, nato per inseminazione artificiale. All'interno del riparo al coperto dove è possibile osservare gli elefanti durante i mesi invernali, vi sono due piccoli habitat contenenti piccoli mammiferi africani a rotazione, tra cui dei toporagni elefanti dalle orecchie corte, arrivati nel 2017. È in quest'area che si trova una delle due stazioni della funivia di Beauval. L'area sorge vicino all'habitat degli okapi.
Animali presenti:
- Elefante africano
- Mangusta nana comune
- Toporagno elefante dalle orecchie corte
- Okapi
- Cefalofo dal dorso giallo
- Gru coronata grigia
- Gru del paradiso